# Virtus Verona 2021-2022
Questa voce raccoglie le informazioni riguardanti la Virtus Verona nelle competizioni ufficiali della stagione 2021-2022.

## Stagione
La stagione 2021-2022 per la Virtus Verona è stata la quarta consecutiva in Serie C, sempre allenata da Luigi Fresco. La stagione si è aperta con la sconfitta (4-5) ai rigori con il Giana Erminio che è costata l'immediata eliminazione dalla Coppa Italia Serie C; a nulla è servita l'ottima prestazione del portiere Sibi che ha parato ben quattro rigori, perché i suoi compagni di squadra ne hanno sbagliati cinque. In campionato i rossoblù raccolgono 45 punti con il tredicesimo posto. Ad un punto dai Play-off e tre punti dai Play-out.

## Divise e sponsor
Il fornitore di materiale è Erreà, mentre gli sponsor commerciali sono Isokinetic, Phyto Garda e Store Isoverona.
| Casa | Trasferta |

## Rosa
Dal sito internet ufficiale:
| N. |                    | Ruolo | Calciatore          |
| -- | ------------------ | ----- | ------------------- |
| 1  | Italia (bandiera)  | P     | Alessandro Giacomel |
| 3  | Italia (bandiera)  | D     | Francesco Mazzolo   |
| 4  | Italia (bandiera)  | D     | Stefano Cella       |
| 5  | Italia (bandiera)  | D     | Luca Munaretti      |
| 6  | Italia (bandiera)  | D     | Manuel Daffara      |
| 7  | Italia (bandiera)  | C     | Nicola Danieli      |
| 8  | Italia (bandiera)  | C     | Mattia De Rigo      |
| 9  | Marocco (bandiera) | A     | Rachid Arma         |
| 10 | Italia (bandiera)  | A     | Domenico Danti      |
| 11 | Italia (bandiera)  | A     | Filippo Pittarello  |
| 11 | Italia (bandiera)  | D     | Gianni Manfrin      |
| 12 | Italia (bandiera)  | P     | Michele Bragantini  |
| 13 | Italia (bandiera)  | A     | Edoardo Priore      |
| 14 | Italia (bandiera)  | C     | Marco Amadio        |
| 15 | Italia (bandiera)  | C     | Filippo Vesentin    |
| 16 | Islanda (bandiera) | C     | Emil Hallfreðsson   |

| N. |                    | Ruolo | Calciatore          |
| -- | ------------------ | ----- | ------------------- |
| 17 | Italia (bandiera)  | C     | Lorenzo Lonardi     |
| 18 | Italia (bandiera)  | C     | Simone Tronchin     |
| 19 | Italia (bandiera)  | A     | Andrea Carlevaris   |
| 19 | Italia (bandiera)  | C     | Gianmarco Zigoni    |
| 20 | Albania (bandiera) | C     | Cristian Paloka     |
| 21 | Italia (bandiera)  | D     | Antonio Pinto       |
| 22 | Gambia (bandiera)  | P     | Sheikh Sibi         |
| 23 | Italia (bandiera)  | D     | Filippo Pellacani   |
| 24 | Italia (bandiera)  | C     | Antonio Metlika     |
| 25 | Italia (bandiera)  | D     | Davide Zugaro       |
| 27 | Italia (bandiera)  | D     | Carlo Faedo         |
| 28 | Italia (bandiera)  | A     | Massimo Silvestri   |
| 30 | Italia (bandiera)  | D     | Emanuele Acampora ' |
| 31 | Italia (bandiera)  | A     | Andrea Nalini       |
| 32 | Italia (bandiera)  | A     | Mattia Marchi       |
| 99 | Italia (bandiera)  | C     | Leonardo Zarpellon  |

## Risultati

### Serie C

#### Girone di andata
| Arbitro: | Grasso (Ariano Irpino) |

|               |           |  |
| Casiraghi 22’ | Marcatori |  |

| Arbitro: | Emmanuele (Pisa) |

|                       |           |            |
| Pittarello 66’ (rig.) | Marcatori | 53’ Parisi |

| Arbitro: | Mirabella (Napoli) |

|                                               |           |             |
| Rossetti 45’ Maistrello 45+2’ Galuppini 90+1’ | Marcatori | 39’ Lonardi |

| Arbitro: | E. Longo (Cuneo) |

|          |           |             |
| Arma 14’ | Marcatori | 70’ Contini |

| Arbitro: | Zucchetti (Foligno) |

|                                    |           |                           |
| Marcillo 64}’ (rig.) Vitalucci 69’ | Marcatori | 28’ Pittarello 55’ Zugaro |

| Arbitro: | Galipò (Firenze) |

|                        |           |                          |
| Danti 14’ Tronchin 35’ | Marcatori | 23’ Auriletto 71’ Vitale |

| Arbitro: | Leone (Barletta) |

|              |           |  |
| Pierozzi 44’ | Marcatori |  |

| Verona 10 ottobre 2021, ore 14:30 CEST 8ª giornata | Virtus Verona     | 0 – 0 referto | Triestina | Centro sportivo Mario Gavagnin-Sinibaldo Nocini (367 spett.)\| Arbitro: \| Scarpa (Collegno) \| |
| Arbitro:                                           | Scarpa (Collegno) |               |           |                                                                                                 |

| Arbitro: | E. Longo (Cuneo) |

|                  |           |               |
| A. Tremolada 36’ | Marcatori | 7’ Pittarello |

| Arbitro: | Frascaro (Firenze) |

|           |           |                                             |
| Cocco 54’ | Marcatori | 24’ Pittarello 67’ (rig.) Danti 81’ Metlika |

| Arbitro: | Mastrodomenico (Matera) |

|                                     |           |             |
| Pittarello 24’ (rig.) M. Marchi 38’ | Marcatori | 90+4’ Oneto |

| Arbitro: | Burlando (Genova) |

|                           |           |                            |
| Kraja 61’ T. Morosini 81’ | Marcatori | 47’ (rig.) Danti 67’ Faedo |

| Arbitro: | Taricone (Perugia) |

|  |           |           |
|  | Marcatori | 27’ Nunes |

| Arbitro: | Turrini (Firenze) |

|              |           |               |
| Miracoli 83’ | Marcatori | 41’ Pellacani |

| Arbitro: | Pirrotta (Barcellona Pozzo di Gotto) |

|            |           |  |
| Amadio 44’ | Marcatori |  |

| Arbitro: | Milone (Taurianova) |

|  |           |                       |
|  | Marcatori | 56’ (rig.) Pittarello |

| Verona 4 dicembre 2021, ore 17:30 CEST 17ª giornata | Virtus Verona    | 0 – 0 referto | AlbinoLeffe | Centro sportivo Mario Gavagnin-Sinibaldo Nocini (395 spett.)\| Arbitro: \| Mucera (Palermo) \| |
| Arbitro:                                            | Mucera (Palermo) |               |             |                                                                                                |

| Arbitro: | Burlando (Genova) |

|  |           |                       |
|  | Marcatori | 21’ Lonardi 62’ Danti |

| Verona 18 dicembre 2021, ore 17:30 CEST 19ª giornata | Virtus Verona      | 0 – 0 referto | Padova | Centro sportivo Mario Gavagnin-Sinibaldo Nocini (642 spett.)\| Arbitro: \| Monaldi (Macerata) \| |
| Arbitro:                                             | Monaldi (Macerata) |               |        |                                                                                                  |

#### Girone di ritorno
| Arbitro: | Di Graci (Como) |

|            |           |           |
| Zigoni 64’ | Marcatori | 7’ Malomo |

| Arbitro: | Perri (Roma) |

|              |           |  |
| Cesarini 23’ | Marcatori |  |

| Verona 16 gennaio 2022, ore 18:00 CEST 22ª giornata | Virtus Verona       | 0 – 0 referto | Renate | Centro sportivo Mario Gavagnin-Sinibaldo Nocini (274 spett.)\| Arbitro: \| Gigliotti (Cosenza) \| |
| Arbitro:                                            | Gigliotti (Cosenza) |               |        |                                                                                                   |

| Arbitro: | Leone (Barletta) |

|           |           |                 |
| Gómez 26’ | Marcatori | 90+4’ Pellicani |

| Arbitro: | Mastrodomenico (Matera) |

|  |           |                          |
|  | Marcatori | 51’ Morello 57’ Scardina |

| Arbitro: | Villa (Rimini) |

|                 |           |  |
| Della Morte 53’ | Marcatori |  |

| Arbitro: | Canci (Carrara) |

|  |           |                           |
|  | Marcatori | 76’ Castelli 88’ Pierozzi |

| Arbitro: | Di Francesco (Ostia) |

|                      |           |               |
| Ligi 43’ Galazzi 80’ | Marcatori | 24’ Pellacani |

| Arbitro: | E. Longo (Cuneo) |

|               |           |             |
| Pellacani 23’ | Marcatori | 83’ Panatti |

| Arbitro: | Luongo (Napoli) |

|                              |           |                               |
| Faedo 38’ M. Marchi 73’, 84’ | Marcatori | 61’ (rig.) Cocco 89’ M. Rossi |

| Arbitro: | Pezzopane (L'Aquila) |

|           |           |  |
| Ferri 54’ | Marcatori |  |

| Arbitro: | Baratta (Rossano Calabro) |

|           |           |  |
| Danti 56’ | Marcatori |  |

| Arbitro: | Castellone (Napoli) |

|                      |           |            |
| Belcastro 72’ (rig.) | Marcatori | 35’ Zigoni |

| Arbitro: | Ferrieri Caputi (Livorno) |

|            |           |  |
| Zigoni 64’ | Marcatori |  |

| Arbitro: | E. Longo (Cuneo) |

|                         |           |                           |
| Checchi 43’ Paudice 50’ | Marcatori | 38’ (rig.) Danti 71’ Arma |

| Arbitro: | Zanotti (Rimini) |

|              |           |                 |
| Zigoni 45+1’ | Marcatori | 21’ Barrenechea |

| Zanica 10 aprile 2022, ore 17:30 CEST 36ª giornata | AlbinoLeffe        | 0 – 0 referto | Virtus Verona | AlbinoLeffe Stadium (156 spett.)\| Arbitro: \| Di Reda (Molfetta) \| |
| Arbitro:                                           | Di Reda (Molfetta) |               |               |                                                                      |

| Arbitro: | Burlando (Genova) |

|  |           |             |
|  | Marcatori | 79’ Adamoli |

| Arbitro: | Di Cairano (Ariano Irpino) |

|             |           |                             |
| Terrani 59’ | Marcatori | 61’ Pellacani 90+2’ Manfrin |

### Coppa Italia Serie C
| Arbitro: | Djurdjevic (Trieste) |

|                                                                         |                      |                                                                      |
| De Rigo 10’ Carlevaris 105’                                             | Marcatori            | 66’ Ferrari 105+2’ Corti                                             |
| Arma Lonardi Carlevaris Vesentini Metlika Zugaro Tronchin Cella Daffara | Tiri di rigore 4 – 5 | Pinto Magri Ferrari D'Ausilio Corti Perico Messaggi Cazzola Bonalumi |